# Hrvatska riječ (Buenos Aires)
Hrvatska riječ/La Voz Croata je hrvatski iseljenički list.
U impresumu se deklarira kao nezavisni list Hrvata Južne Amerike ("organo independiente de la Colectividad Croata de Sud America ").
Prvi broj je izašao 1939. U početku je odgovorni urednik bio Jure Ivanović.
Izlazi kao dvotjednik u Buenos Airesu.